# 元宝草马先蒿
元宝草马先蒿（学名：Pedicularis lamioides）是列当科马先蒿属的植物，是中国的特有植物。分布于中国大陆的云南等地，生长于海拔3,400米至4,150米的地区，一般生长在高山草地及林中与杜鹃丛中，目前尚未由人工引种栽培。